# 水鳥文乃
水鳥 文乃（みずとり ふみの、1996年12月12日 - ）は、日本のAV女優。

## 略歴
2017年4月、マキシングの専属女優としてAVデビューするも同年中に活動を休止。所属事務所はM&P。
2018年より活動を再開。

## 人物
山口県出身。
趣味・特技は買い物、服の上から乳首さがし。
初体験は高校2年の時にライブハウスで知り合った年上のヤリチンと。
AVに出演したい子を紹介して欲しいと言われていた知り合いに「仮に私が出たらどうなる?」と聞いたところ「売れる」と言われたことでやってみようと思ったことがAV出演のきっかけ。

## 出演作品

### アダルトDVD
2017年
- 新人 水鳥文乃 MAXING専属デビュー!（4月16日、マキシング）
- 美少女発情SEX4本番（5月16日、マキシング）
- パイパンぬるぬる高級ソープ（6月16日、マキシング）
- パイパン淫乱痴女ナース（7月16日、マキシング）
- 緊急発売!! 水鳥文乃コレクション 初公開!撮り下ろし画像収録（11月16日、マキシング）※ベスト版

2018年
- SEXの逸材。 VOL.17 ドスケベ素人の衝撃的試し撮り 性癖をこじらせてプレステージに自らやって来た本物素人さん達の顛末。（5月18日、プレステージ）
- 街角シロウトナンパ! vol.14 ガールズバー編（6月8日、プレステージ）※「さな」名義
- 街角シロウトナンパ! vol.15 素人娘の性事情ザンゲ箱で大暴露編（6月22日、プレステージ）※「よしの」名義
- 私立パコパコ女子大学 女子大生とトラックテントで即ハメ旅 10（7月13日、プレステージ）※「ゆな」名義
- わたしたちAV女優になりました。～初めてのAVセックス 高画質12本番～ vol.4（8月16日、マキシング）※総集編
- 全国裏風俗紀行 VOL.1 山梨・広島・東京めぐり（11月2日、黒船）※「エリカ」名義

## 雑誌
- FLASH 2017年3月21日号（光文社） - グラビア「私を知って、夢中になって」
- FLASH 2017年4月18日号（光文社） - グラビア「虜にさせちゃうぞ!」